# 丸内敏治
丸内 敏治（まるうち としはる）は、日本の脚本家。

## 人物
1971年、学生運動で逮捕され九州大学中退。12年に及ぶ裁判闘争と2年半の服役生活の後に36歳で脚本家を志し、荒井晴彦に師事。1999年『地雷を踏んだらサヨウナラ』で、菊島隆三賞を受賞。

現在、日本映画学校で講師を勤める。

## 主な作品

### 映画
- 『ほんの5g』 （1988年）
- 『われに撃つ用意あり READY TO SHOOT』（1990年）
- 『無能の人』（1991年）
- 『シンガポール・スリング』（1993年）
- 『不法滞在』（1996年）
- 『美味しんぼ』（1996年）
- 『走らなあかん 夜明けまで』（1996年）
- 『明日なき街角』（1997年）
- 『地雷を踏んだらサヨウナラ』（1999年）
- 『KT』（協力・2002年）
- 『半次郎』（2010年）

### テレビドラマ
- 火曜サスペンス劇場『知りすぎた女』（NTV）
- 『ゾンビがくるりと輪をかいた』（NTV）
- 『あきれた刑事』（NTV）
- 『ニュータウン仮分署』（ANB）

### OV
- 『暴力列島 ダーティーマネージャック』（1992年）